# Gustav Lange (homme politique)
 (août 2023).
Gustav Lange (1863 - ?) était un homme politique estonien, membre du II Riigikogu à partir du 4 juin 1924. Il remplace alors Johannes Sillenberg . Le 26 juin 1924, il est démis de ses fonctions et remplacé par Elise Priks.